# OPML
OPML (Outline Processor Markup Language) è un formato XML utilizzato per una rappresentazione strutturata e gerarchica dei contenuti.
Fu sviluppato originariamente da Radio Userland come formato file nativo per un'applicazione di gestione di "Scalette", nel senso di elenco di punti da toccare durante un discorso. Ma l'utilizzo principale ora è come formato di scambio di elenchi di feed tra aggregatori.
Le specifiche di OPML definiscono una scaletta come una lista ordinata di elementi arbitrari. Questa caratteristica di poter descrivere elementi di diversa natura rende questo formato particolarmente flessibile.

## Formato XML
Gli elementi XML in un documento OPML sono i seguenti:
<opml version="1.0">Questo tag segnala l'elemento root. Deve contenere l'attributo version e, come nodi figli, un head ed un body.
<head> : Contiene metadata. Può contenere qualunque dei seguenti elementi opzionali: title, dateCreated, dateModified, ownerName, ownerEmail, expansionState,  vertScrollState, windowTop, windowLeft, windowBottom, windowRight. Tutti i nodi elencati sono dei semplici nodi testo, con la precisazione che dateCreated e dateModified contengono una stringa descrittiva della data nel formato specificato da RFC 822.
<body> : Contiene il contenuto della scaletta in forma di lista non vuota di elementi outline
<outline>Rappresenta un elemento della scaletta. Può contenere un numero variabile di attributi arbitrari. Quelli comuni sono text e type.  Ogni elemento outline può contenere zero o più outline sub-elements.

## Validare OPML
Dave Winer ha preparato una request for comment su un progetto per la validazione OPML, e ha rilasciato una beta del validatore OPML.
Katy Ginger di DLESE ha pubblicato uno Schema XML per la validazione dell'OPML 2.0. Infine è reperibile anche un DTD per OPML 1.0.